# 双重负担
双重负担（Double burden）也稱為一日雙班（double day）、第二輪班（Second Shift）或雙重責任（double duty），是指家庭中有成員一方面要工作赚钱，又要處理大量无偿家務的情形。在亞莉·霍奇查爾德的《第二輪班》（The Second Shift）中也稱為「第二輪班」（Second Shift）。若夫妻双方都有工作，妻子往往會花較多時間處理家务及照顾的工作（例如育儿，或照顾生病的家人），投入时间通常比丈夫多很多。这一结果在主要是取决于社会接受的传统性别角色。在決定誰要負責家中无偿工作時，也會受到劳动力市场的制约因素影響。
目前已有一些研究记录双重负担對夫妻的影響。许多研究追踪了性别分工的影响，大多数情况下，男性和女性分担无偿劳动的时间有显着的差异。

## 世界各地的工作负担不均

### 在工业化世界中

#### 第二次世界大战前
传统的女性家庭主妇-男性养家糊口模式是第二次世界大战之前女性就业的特征。在20世纪初，在美国大陆，只有18％的15岁以上妇女报告获得了非农业收入。这些妇女通常是年轻，单身，白人和土生土长的妇女。相反，非农业劳动力中已婚妇女“主要是黑人或移民，非常贫穷”。 有工作的母亲通常在孩子的年龄足以赚钱后就退出劳动力市场。
在1920年代初期，诸如“自助餐厅，托儿所，洗衣房和其他设施中”的职业机会大量涌现，这使妇女摆脱了家务劳动，并使她们得以充分参与生产领域。
妇女的这种迁移动摇了性别角色的传统观念，但重要的是，这是使双重负担变得明显的催化剂。 20世纪30年代“鼓励妇女实现什么斯大林称为‘伟大而光荣的职责是大自然赋予他们。明显，在苏联的官方赞助崇拜母亲，由反堕胎立法挟着伴随着“生活水平的下降”，导致了行业对劳动力的巨大需求，使妇女以前所未有的数量进入了工业劳动力队伍。” 因此，城市妇女发现自己承担着在家外从事有偿工作的“双重负担”（也称为“双重转移”）以及其中大部分的无偿劳动。” 第二次世界大战通常被视为一场催化剂为增加女性就业机会。最好的例证女子铆钉工高效，爱国，女工的宣传，二战增加了对女性劳动力来替代的需求“的1600万个男人动员军队服务。” 尽管有大量妇女在军工厂工作，但大多数工作是在服务部门，这改变了当时对性别的期望，并在接下来的几十年中对角色进行了测试和重新分配。

#### 第二次世界大战后
第二次世界大战后时期的特点是女性参加劳动力的比例较高，特别是在工业化国家。尽管第二次世界大战后有很大比例的妇女退出了劳动力队伍，但工人阶级妇女的想法得以扎根并正常化。“在2001年，美国47％的工人是女性，而15岁以上的女性中有61％在劳动力中。” 除了对妇女劳动的需求增加之外，其他因素也促进了妇女的参与，例如更多的受教育机会以及后来的结婚和育龄。
双重负担的观念随着有关性别及其新角色的时代而发展。有时期望女性担任提供者和照顾者的角色，但是随着越来越多的女性加入劳动力队伍，“独立”的意识形态似乎开始生效，迫使一些女性在职业和家庭之间做出决定。有些人可能选择严格选择其中一种，而另一些人可能选择承担两种生活方式的负担。一些“现代人倾向于相信家务劳动平等分担的原则，但实际上并没有辜负这一信念。” 关于一个人的时间以及在哪里，应该但应该花费的时间上的不断拉锯，创造了一个新的减速带，它比以前的减速带高一点。现代时代阐明了许多双重收入夫妇在调和无偿家庭工作和有偿就业方面面临的困境。包容两种意识形态的负担在当今社会对男女都造成了损害。

### 拉丁美洲
由于过去三十年来的全球化，非熟练工人的力量已经减弱，因此，非正规经济蓬勃发展。在拉丁美洲，有大量的工人来帮忙家政工作，因此，家政服务便宜，从而减轻了围绕家政问题的家庭紧张关系。目前，约一半的劳动人口受雇于非正规部门，导致“失业，就业不足和社会排斥”。因此，在提供福利方面存在严重的延误照顾儿童和老人，因为为在职家庭提供援助的压力很小。此外，家庭佣工，其中许多是妇女，经常离开自己的国家到北方国家的非正规部门工作，以增加其家庭的收入，也延迟了政府向这些家庭提供援助的压力。但是，自2000年代以来，由于有薪妇女工作的涌入和可供从事家政工作的人的短缺，人们对无薪工作的看法发生了变化。
尽管妇女工作的增加在有工作父母的家庭的政策改变中受益匪浅，但有关工作场所条件的争论仍在继续。在墨西哥，马奎拉酒行业大量涌入，生产的产品将在发达国家销售。女性劳动力大多是由于工作条件不安全而被剥削的，压力是这些妇女许多疾病的主要原因。
另一个日益严重的问题是拉丁美洲有条件现金转移计划的增加，例如墨西哥的Oportunidades计划。尽管该方案旨在为贫困家庭增加收入，但这些条件导致负责满足条件的家庭成员（通常是妇女）长期处于贫困状态。这加剧了家庭内部工作负担的不平等。

### 西欧
自1960年代以来，西欧一直参加一系列政治辩论，以增加妇女在劳动大军中的权利。在2000年代，从考虑妇女的权利到考虑母亲的权利发生了变化，重点是孕妇和母亲的权利。但是，专门为母亲制定法律存在一些问题。仍然存在着固有的性别偏见，即妇女是照顾孩子的人。[13]
西欧一些地区，特别是斯堪的纳维亚国家，一直在制定家庭友好政策，以帮助他们在参加工作队伍中实现性别差异的均等化。北欧国家的女性劳动力参与率是世界上最高的，而薪资差异也是最低的。政府在向老年人和年轻人提供护理方面的援助使斯堪的纳维亚半岛的妇女成为劳动人口的一部分，其比率几乎与男子相同。政府援助的例子包括带薪育儿假和福利以及产后再入学方案。此类方案导致妇女更多地参与劳动力队伍，并提高了出生率和经济。

### 东欧
在共产主义下，每个人都得到保证就业。但是，妇女遭受有偿工作和无偿工作的双重负担，导致生育率降低。对社会平等的承诺以及出生率下降的问题使妇女享有一些权利，例如育儿和子女津贴。例如，在苏联，产假延长至三年，并实行了兼职工作。随着共产主义的崩溃，由于建立了新的以男性为主体的民主制度，许多权利被撤销。尽管女工人数有所增加，但她们对诸如儿童保育等福利支持的需求仍未得到满足，因此被忽视。

### 亚洲
在西亚和南亚，女性仅占劳动力的三分之一。他们中的许多人，甚至是亚洲更为现代化的国家中的妇女，都参与非正规部门，从事妇女的传统工作，例如照料或教学，却没有雇员健康保险或养老金计划等福利。
由于妇女从事男女照料工作的广泛文化规范，在亚洲国家使双重负担的问题更加严重。在许多发达国家，妇女生育孩子后就会辍学，以便有更多时间照顾他们。
在妇女必须养活自己的家庭才能赚钱的国家，由于有大量的非正式工作，却又缺乏关于女性员工的法规和安全标准。例如，在泰国，由于1997年严重的经济危机，许多妇女被迫在非正规行业工作，并经常从事家庭工作，以便她们能够兼顾家庭工作和带薪工作。这增加了妇女一次完成一项以上工作的工作强度，并恶化了妇女的健康。

## 原因

### 性别意识形态
“性别意识形态与关于男女适当行为的信念有关”。社会化在决定性别意识形态方面起着重要作用，一次所重视的是什么，文化不一定会超越另一次。 传统的性别意识形态造成了双重负担，因为它假定女性为家庭看护的角色，男性为资金的提供者，而每个性别都占据着自己的权力范围。尽管研究表明，在过去的几十年中，关于性别角色的态度已经变得更加平等，但这些性别态度的变化并未伴随着家务分配的相应变化。

### 劳动力市场限制
尽管妇女越来越多地参加工作，但性别分工（性别歧视）仍然存在。劳动力市场上有许多制约因素造成了双重负担。“妇女在非正式工作中所占比例过高，并集中在自营职业中的低质量工作中。” 非正式市场通常是不稳定的，其特点是工资低，收益少，缺乏正规市场提供的社会保护。即使在正式市场内，也存在职业隔离和性别工资差距。职业隔离可以是横向的也可以是纵向的：横向隔离将妇女限制在某些部门和职业，而纵向隔离则将妇女限制在职业层次结构中的特定位置。甚至在职业等级的不同级别上也发现了男人和女人。“玻璃天花板”是由于机构壁垒和规范而导致女性在高级或管理职位中相对缺席的情况。即使在女性主导的职业中，男性也经常占据技能更高，薪水更高的职位。

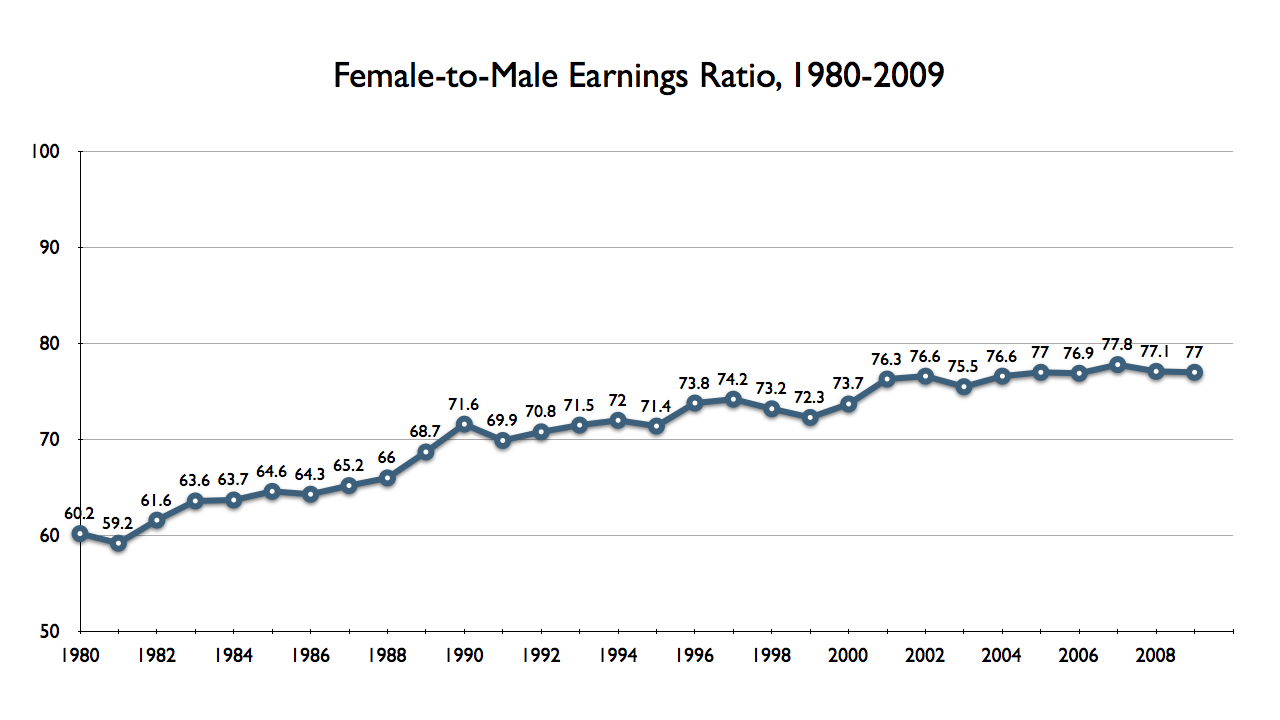
美国性别收入差距, 1980–2009.001

性别工资差距是职业隔离的可能结果。性别工资差距是“男女工资之间的差异”。在2008年，据估计，全球男性的收入比女性高16.5％。性别工资差距正在缩小，但进展仍然缓慢。此外，性别工资差距的缩小可能归因于男性工资的减少而不是女性工资的增加。“各地区性别工资差距的持续存在可能反映出许多因素，包括妇女在教育和技能方面继续处于劣势；她们缺乏有组织的发言权和讨价还价能力；针对劳动力市场流动性的针对性别的限制；以及她们较高的地位参与兼职或临时工作。” 劳动力市场的许多特征限制了妇女的就业机会，使她们更容易负责护理工作。

### 社会压力
各种各样的社会压力共同造成了双重负担，包括对家庭工作的一些经济思考，对家庭净收入的思考，以及人们认为女性比男性更可能要求产假的观念。许多古典经济学家认为，育儿并不能为国家的经济增长做出贡献。他们认为，像瑞典这样的福利国家正在补贴非生产性的工作，并经常把孩子当成宠物，只消费而不长大成为生产性工人。还有一种观点认为，一个女人从无偿劳动中抽离一个小时来从事有偿劳动，其家庭净收入总是比一个男人从有偿劳动中抽离一个小时来从事无偿劳动的家庭净收入高。这就产生了这样一种思想，即妇女应该从事带薪工作，并浪费一些时间从事家政工作，而男人则不花时间去从事家庭工作，从而造成了需要填补的无薪工作时间的短缺。此外，女性比男性被要求休产假的可能性更高，这意味着她们很难获得一份高薪的工作，这对女性的就业产生了负面影响。

### 政治压力
Susan Himmelweit建议，政治压力之一是授权谁的问题。在考虑政策时，政客通常只将工作视为有偿劳动，而没有考虑无偿工作与有偿工作之间的相互依赖性。人们通常认为女性在经济决策上与男性相似。通常情况并非如此，因为对于男性来说，收入仅仅是对休闲时间损失的补偿。但是，对于妇女来说，当他们在有偿部门工作时，他们仍然在损失，因为她们不得不为无法做的家务劳动做好准备，例如照顾孩子或由于缺乏资源而从头开始做晚餐。如育儿。她的净财务收益少于一个男人的财务收益，因为她必须将收入用于提供这些准备金。此外，由于增加总工作时间和减少闲暇时间，增加有薪工作时间以赚更多钱可能对女性产生负面影响。 因此，赋予有偿劳动者更大权力的政策，例如削减公共支出以减少所得税，对女性就业产生不利影响，对女性造成双重负担。这样的政策赋予在有薪部门工作的人更大的权力和考虑，而给在无薪部门工作的人更少的权力和考虑。
围绕双重负担的另一个政治问题是什么样的政策直接或间接地影响从事家政工作的人。公司制定的一些政策，例如降低兼职人员的工资率或在怀孕时解雇工人，可以视为剥夺了妇女的权力。关于这是否是性别隔离的辩论仍在继续。一方面，只有妇女怀孕，从事非全日制工作而不是全职工作的妇女比例过高，这表明应该为妇女提供津贴。但是，还有一种观点认为，与不能达到公司标准并且不能遵守合同的男人类似，不能按预期表现工作的妇女也应按比例获得福利，并且无例外超过男人。

### 有偿工作与无偿工作的不同概念
正如双重负担一词可能暗示的那样，当人们考虑有偿工作与无偿工作时，他们通常将其视为两个独立的实体-男人或女人正在做一个或另一个，但不是同时做的。实际上，男人（尤其是女人）经常同时从事有偿和无偿劳动，从而产生了工作强度的问题，即人同时从事许多活动，以补偿一天中完成许多事情所需的时间。家庭调查通常只会让人们在任何给定的时间写下他们正在做的一件事情，而没有考虑到他们在清洁时可能正在做饭，或者在照顾孩子时正在缝制。因此，花在照顾孩子上的时间其他家庭活动可能会被低估。在发展中国家的妇女中尤其可以看到这种同时执行两项或多项任务的应对机制。例如，许多加勒比农村妇女将这种方法用作增加她们一天可以完成的事情的一种方法。

### 家庭核心化程度提高
由于生育率下降的趋势越来越大，家庭的核化程度增加了，那里家庭的直系亲属在需要时较少依靠。由于这种现象，家庭没有大家庭来依靠他们何时需要看护人或某人从事家政工作，而必须求助于市场替代者或直系家庭成员同时从事家政和有偿工作。

## 性别差异

### 女性
已经进行了许多研究来调查夫妻之间家庭劳动的分工，更具体地说，是关于全球范围内各种人所扮演的性别角色。根据《2007年世界儿童状况》，无论生活在发达国家还是发展中国家，妇女的工作时间通常都比男子长。大多数研究发现，当父母双方都面临全职工作时，女性所承担的家庭工作量要多于男性。根据世界银行拉丁美洲和加勒比海研究，在劳动力中的墨西哥妇女仍然每周花费约33个小时执行家务。相比之下，丈夫每周只贡献大约6个小时。更惊人的是，“女儿每周贡献14个小时帮助母亲，而儿子则花费与父亲相同的时间（即每周5-6个小时）”。 在加拿大统计局对10,000户家庭进行的一项研究中，男人平均每天花在两个小时以下的时间用于托儿和家务，而女人平均花在三小时以上。这项研究强调了伙伴之间劳力分配的不平等。在接受调查的人中，只有不到15％的夫妇同意在房子里做相同数量的工作。约83％的妇女参加了打扫卫生和准备食物的工作，而接受调查的男子中只有51％的妇女参加了这项工作。
约翰·弗雷德里克·康威的书《危机中的加拿大家庭》探讨了性别双重负担的影响。在康威的研究中，他发现了在加拿大面临双重负担的男女在身体，情感和心理上的差异。在这些研究中，发现正在抚养孩子并且在工作中的妇女比仅仅面临两种负担之一的妇女更容易出现焦虑症和许多其他与压力有关的影响。

### 男性
尽管在许多社会中，女性大多看到抚养子女和同时从事职业的影响，但在这种情况下，男性也受到很大影响。在男性中并非在所有情况下都能看到这种情况，因为对男性的影响与女性受到这种额外责任的影响有很大不同。在《加拿大危机中的家庭》一书中，作者提出了大多数研究和调查中未注意到这些影响的原因。这是因为妇女的压力可以通过包括家务劳动和职业的直接劳动来体现，而男人的压力在大多数情况下主要来自决策和工作家庭冲突。在这些情况下，男性必须为家庭的未来做出最佳选择。具体来说，这些内容包括工作量，加班时间，轮班决定，甚至接受升职或调动。在这种情况下，男人被迫做出会影响整个家庭的重大选择，从而带来更大的压力。这种影响也没有引起人们的注意，因为在传统的性别角色中，男性被认为是家庭的骨干力量，在过去，男性将其情感表达给其他人被视为弱点。家庭。在进行的调查和研究中，大多数男性不愿被视为过于软弱而无法承担起成年男性在家庭中的角色的职责，过去，成年男性是家庭的主要经济支持者和身体形态。考虑到这一点，在对这些主题进行调查时，很可能有人撒谎了。

## 类型

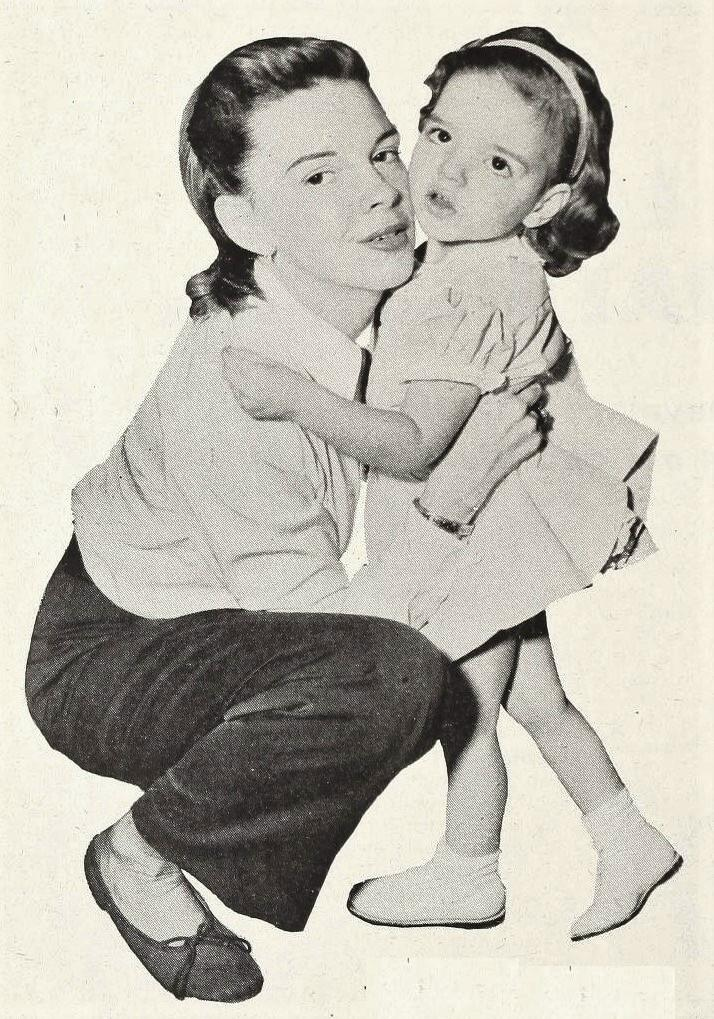
一位母親照顧女兒

### 工作与家庭
育儿本身就是一项艰巨的任务，当父母也有职业时，它可能会造成双重负担或工作与家庭的冲突。当男女发现家庭的需求与工作的需求发生冲突时，紧张就会开始发展。当一个人面对这样的双重负担时，它会影响在职业和家庭中如何做出决定；当一对夫妇决定要孩子时，这种负担可能会产生影响。在所有有工作的妇女中，有75％处于生育高峰期。当一个人的家庭与工作之间出现矛盾时，由于某些健康影响，或者作为解决工作场所更大需求的解决方案，在家中完成的无偿工作可能会减少。由于工作/家庭冲突，社交旅行和探访以及家庭聚餐是减少的第一件事。梅·v·凯文等人在AriVäänänen的研究中。发现，如果一个男人更加重视自己的家庭，那么他们更有可能下班待在家里以应对极端的家庭需求。减轻双重负担的方法是在房屋，育儿托付设施中提供租用与帮助，并为妇女提供更长的产假。例如，在挪威妇女可以选择10个月的产假，在那里他们将获得其工资的100％，或者12个月的假期，其中他们仅获得其收入的80％。一些公司正在意识到工作的双重负担，而家庭正对其雇员产生影响，并提供灵活的工作时间表以帮助其雇员应付。这些弹性工作时间不仅可以帮助员工缓解压力，而且对公司也有利，因为工人更快乐，缺勤的可能性较小，生产率更高，并且公司的离职率更低。正如索菲亚·姆旺吉所说：“做父母是一种乐趣。让我们从不为之负担，但让我们庆祝它带来的喜悦。庆祝那些第一步或每个单词，第一个学校比赛，他们的毕业日，通过那些考试，登陆他们的第一个工作，结婚，让你成为祖父母。无论如何，让我们庆祝我们的孩子。这并不容易，但是杂耍的艺术永远可以掌握！”

### 家庭与学校
犹太人就业与职业服务部的卡罗尔·雅各布斯表示，抚养家庭并非易事，而决定抚养家人的同时重返学校可能是一个不朽的决定。她对那些打算重返学校的人的建议是：“与教育顾问和您想从事的领域的人交谈。” 她补充说：“这是一个承诺，这个决定应该涉及到您的家人。您是否可以参加孩子的垒球比赛或有时间做饭？” 有人可能要等到孩子长大后才放学，这有很多原因，例如，不想在这么小的年龄就把他们不断地交给保姆。但是，一旦孩子长大，父母就开始接受教育，可能会开始错过他们通常会参加的学校活动。当孩子年纪大到足以能够询问父母的位置并理解其答案时，在离开孩子的同时处理教育事务的罪恶感就会减少。即使在养育家人的同时进行教育也要付出代价，但好处包括获得更高的薪水工作，获得更多的知识以及财务上的稳定。在大多数情况下，这种负担将包括试图平衡工作以及家人和学校教育的人，因为他们目前仍需要工作以养家糊口。对于那些很难满足家庭需要的课程安排的人，有一些选项可以要求他们完成课程的所有工作，但所有课程都可以在线进行。例如，美国特拉华大学和凤凰城大学网上既有科学的护理学士和科学硕士的护理计划，为人们在网上完成。

### 单身父母与已婚父母

#### 单亲父母的双重负担
“单身父母通常没有在家中两个成年人之间分配任务的奢侈。” “已婚夫妇家庭中的父母可能能够分工，以便一个父母将更多的精力放在与工作有关的活动和创收活动上，而另一父母则将更多的精力放在与家庭有关的非收入活动上。” 已婚父母可以选择分担工作量，即使通常不会发生这种情况，但单亲父母没有选择与任何人分担工作量的选择。
对于单身妇女或已婚妇女，双重负担通常被视为主要问题。但是，人们通常很少认识到男人能够并且经常与父母在尝试平衡工作和家庭时经历同样的磨难和艰难时期。在《危机中的加拿大家庭》一书中，康威用艾希勒的论点解决了这个问题。埃希勒说，“社会科学无法理解男人”，因为他们倾向于“轻描淡写或忽略男人在工作与住房之间的潜在冲突”。已婚男人可以避免双重负担的全部影响，但单身父亲完全无力避免家庭和工作的双重负担。尽管单身父亲面临的问题与单身母亲面临的问题相同，但他们有两个优势对他们有利。男性通常比女性收入更高，单身时间更短。但是，在他们再婚或有一个女人来帮助他们到屋子外面之前，男人仍然必须像女人一样处理性和情感上的挫败感。他们必须处理工作，育儿和家庭责任之间的平衡。单身父亲通常对自己做父母的能力表示怀疑，并且在心理上受到挑战。“工作的单身父亲所面临的问题不仅仅是所有在职父母所面临的后勤问题。他必须改变自己对男人的看法。” 一个男人是单亲父母，并且感觉到双重负担的影响会并且将会干扰他的职业生涯，就像有职业的单身母亲一样。一项研究表明，由于双重负担，百分之五的单身父亲被解雇，另有百分之八的人选择辞职，因为双重负担对他们平衡工作和家庭造成太大负担。话虽这么说，单身父亲对双重负担的影响与妇女一样，甚至更多。
单身母亲所承受的双重负担有历史的先例，目前仍然存在。单身母亲通常有较高的就业率，在家中有孩子，双重负担的总体水平最高。妇女通常也比男子拥有更少的经济资源，没有伴侣可以与她们分担工作量。单身母亲在经济脆弱性中处于严重困境。他们可能面临工作歧视并且收入不高，因此在维持双重负担方面将面临进一步的困难。单身母亲的家庭往往徘徊在贫困线附近，贫困率是男性的两倍。

#### 已婚父母的双重负担
在父母已婚的家庭中也有双重负担。有两名父母的家庭只能由一名在职父母来提供大部分家庭活动。
由于妇女在劳动力队伍中的作用不断扩大，通常并未伴随着对其家庭和家庭活动的期望的放松，因此当今许多妇女面临着家庭和工作责任的双重负担。许多妇女即使在从事全职工作时，也承担着家庭最大的家庭义务。这会激怒和挫败感，因为这些妇女知道她们在职业生涯之外从事大部分家务活。据说，除了性别角色之外，还有更多原因说明为什么男人和女人在做家务上有所不同。一些理论认为，女性对家庭清洁的期望高于男性。女人觉得她们必须以男人不承担的方式对房屋状况负责。男性确实将大部分时间用于职业，但女性却花了两倍的时间照顾孩子，家庭状况并承担家庭责任。在2004年美国劳工统计局的图表中，比较了25-54岁之间已婚男人和女人的工作量，显示女人做家务比男人多100％，并且显示男人比女性拥有更多的休闲时间。随着1980年双重负担的增加，女性对婚姻的要求比男性更高，他们希望男性在家里做更多的事情来减轻“第二轮”的负担。有工作但仍在家中承担大部分家务劳动的妇女的双重负担导致妇女提起诉讼或离婚。
这种夫妻双重负担的概念是世界范围的现象。在世界上不同的文化中，女性在工作上花费的总时间比男性多。在日本，一旦结婚，即使经过一整天的工作，他们仍会被奉献给妻子和母亲，他们会全力以赴。拉美妇女现已大量加入劳动大军，仍然面临她们所谓的两难的旅程。尽管在拉丁美洲文化中，男人开始与孩子互动更多，并在房子周围提供更多帮助，但家庭的主要责任仍然落在房子里的女人身上。有时，作为主要收入来源的妇女仍然被剥夺了大部分家政工作的职权。欧洲男人更可能与孩子们玩耍并与孩子互动，但不太可能充分参与其日常护理。他们更有可能在家中帮助妻子，但很少能平等地解决所有家庭事务。男人通常不能辜负他们平等分配家务劳动的信念：他们可能会相信房子里的工作量是平等的，但是许多妻子从事不便工作使他们无法跟进。
而且，传统上将家务劳动（“家务劳动”）定义为与“福利”有关的活动，例如烹饪和清洁。但是，已婚男子通常会为家庭和材料的维护，建造和维修活动做出更多贡献，而这通常不属于家庭义务。

### 中产阶级家庭与贫困家庭

#### 中产阶级家庭
中产阶级家庭经常使用替代品来代替家政工作，以弥补在有偿部门工作时所浪费的时间。他们利用雇用的帮助和托儿所来抽出时间照顾孩子。通过使用微波炉，洗衣机和洗碗机等家用电器，以及购买预制食品，外出就餐和使用洗衣服务，他们还减轻了有偿工作和无偿工作的负担。

#### 贫困家庭
贫困家庭的经济能力受到更多限制，无法通过市场“回购”失去的时间。他们没有购买市场替代品，而是试图通过照顾孩子而不是寻求帮助，照顾病人而不是将他们送往医院，从头做饭而不是购买预制食品来满足他们的需求而不花钱。 。贫困家庭处理时间债务的方式是主要看守人通过一次执行多项工作而不是一次执行一项工作来增加工作时间。当人们增加工作强度以弥补他们缺乏时间来完成所有需要完成的事情（称为工作强度）时，就会出现许多健康问题。

## 效果

### 对健康的影响

#### 压力
当面对既要处理职业职责又要处理家庭职责的双重负担时，有时会影响一个人的健康。加拿大状况咨询委员会所做的一份报告发现，由于似乎与健康和压力有关，许多面临这些情况的人生病的可能性更高，因为压力与所有疾病中的百分之八十有关。妇女。在一组研究人员撰写的一篇文章中，发现面对工作和家庭问题“溢出”的男性和女性因病缺勤的可能性是其他人的1.5-1.6倍。在这些情况下，男人和女人也更有可能面对心理压力，甚至认为自己比没有处境的同事更不健康。
尽管面临双重负担的妇女通常比当今社会的大多数妇女承受更大的压力，但事实证明，在大多数情况下，无论是待在家里还是在母亲中，她们在心理上都比不面对这些情况的女性更健康。没有孩子照顾的职业妇女。

#### 死亡率
伦敦卫生与热带医学学院的Rosamund Weatherall，Heather Joshi和Susan Macran于1994年进行的一项研究表明，承担双重负担的妇女的死亡率要比单纯家庭主妇的妇女要低。被观察到从事兼职工作的妇女的死亡率要低于从事全职工作和有子女的妇女的死亡率。同一项研究还表明，有年幼子女的妇女比没有子女或有较大子女的妇女死亡的可能性更低。尽管这些证据不能严格地归因于生育孩子和职业领域的双重负担，但它可以很好地表明社会趋势。此外，这项研究是在包括英格兰，威尔士和美国在内的多个国家进行的，这使该研究提供的信息对双重负担具有更全面的视角。

#### 因病缺席
在一些西方国家，已经发现，妇女因病缺勤的比例远高于男性。在调查其背后的原因时，1996年在瑞典发表的一项研究发现，如果减去孕妇缺席的日子，可以消除两性之间的一半差异。考虑到双重负担对健康的影响，对于已经面临照顾孩子，从事职业并影响他们及其健康的母亲而言，生育是大概率的事情。在许多研究中，人们试图将疾病缺席的差异直接与双重负担效应联系起来。由于在相同情况下面临工作和儿童保育的女性要求的病假天数比男性多，因此已经取得了一定的成功。此外，带孩子的工作妻子的缺勤率是在家庭家庭冲突中处于相同地位的男人的两倍。

#### 睡眠不足
维持职业和家庭的压力也可能导致睡眠不足。在传统的性别角色中，通常是母亲，她是早上起床准备早餐并带孩子上学之前带家人去上班的人。晚上，母亲做饭，并在屋子周围做各种其他活动，使她也成为最后一个晚上退休的人。尽管这只是一些性别角色，但并非一成不变，但可以肯定。结果发现，职业妇女仅由于承担家务劳动而少睡25分钟。大规模应用此统计数据可得出这样的假设：由于家务劳动，妇女平均每月最多失去13个小时的睡眠。可以假定，由于家务劳动和母亲的职责，普通妇女一年可能失去多达156个小时的睡眠。

#### 工作强度
对于许多贫穷的妇女和男人来说，他们的工作时间已经到了不能再减少闲暇时间来从事家庭和有偿工作的地步，工作强度是一个问题，因为他们经常通过在办公室做两次或更多次活动来增加工作时间。一次，例如在烹饪时照顾孩子。工作强度可能导致许多负面的健康后果，例如缺乏睡眠，压力和缺乏娱乐。

### 经济影响
这给必须承担双重负担的人带来许多经济影响。通常，这往往是关系中的女人，因此已经对双重负担对女人的经济影响进行了分析。根据Himmelweit（2002）的观点，由于女性的收入通常比男性少，因此认为女性应该适合从事诸如照顾孩子之类的家庭活动。因此，由于她们承担着许多家务，妇女经常从事兼职工作和非正规部门的工作，以平衡有偿工作与家政工作。兼职工作和非正规部门的工作确实比全职工作的收入要少，因此男人必须增加带薪工作时间，以弥补家庭收入的不足。这将“削弱她的收入能力并增强其收入能力”，导致家庭中的权力分配不均，并允许男人利用女人的无偿工作。这种情况可能会对妇女产生不利影响，特别是因为妇女被认为对家庭的贡献较小，因为家务劳动被认为比有偿工作贡献少。这种负面后果包括没有离婚威胁，即该妇女由于没有全职工作而没有经济手段要求离婚，而且她所获得的钱减少了，因此减少了她对家庭的贡献。

## 解决方案

### 文化进化
如上一节中的“原因”所讨论的，双重负担是重男轻女的权力结构和资本主义劳动与价值模式仍然存在的产物。尽管充满混乱和厄运的潜力，但有人建议推翻父权制和资本主义权力结构可以解决双重负担。

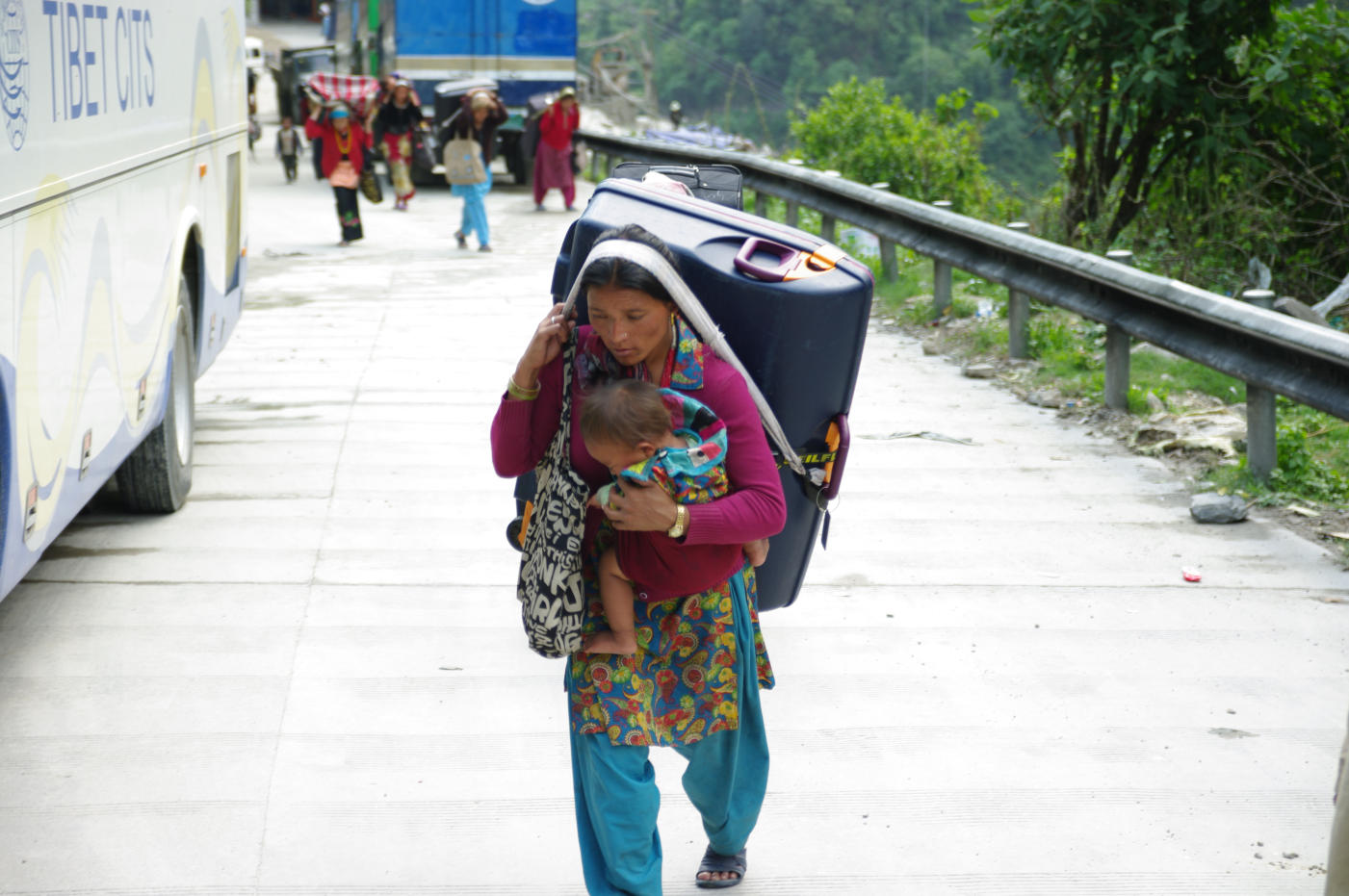
妇女一边工作一边照顾孩子

### 家庭友善计划
家庭友好的倡议是重新分配无偿工作负担和减轻双重负担的可能解决方案。可能的举措包括灵活的工作时间；兼职和工作共享的选择；育婴假; 育儿补贴；和现场日托选项。有两种主要的方法来帮助劳动者家庭：“一种方法强调从内部采取行动的重要性，重点是公司和组织内部的私人，内部，地方倡议，以改变工作场所的规范，惯例和做法。另一种方法要求政府干预。旨在为儿童提供适当的照顾，减少父母工作机会，发展和补偿的牺牲。”

### 政府举措

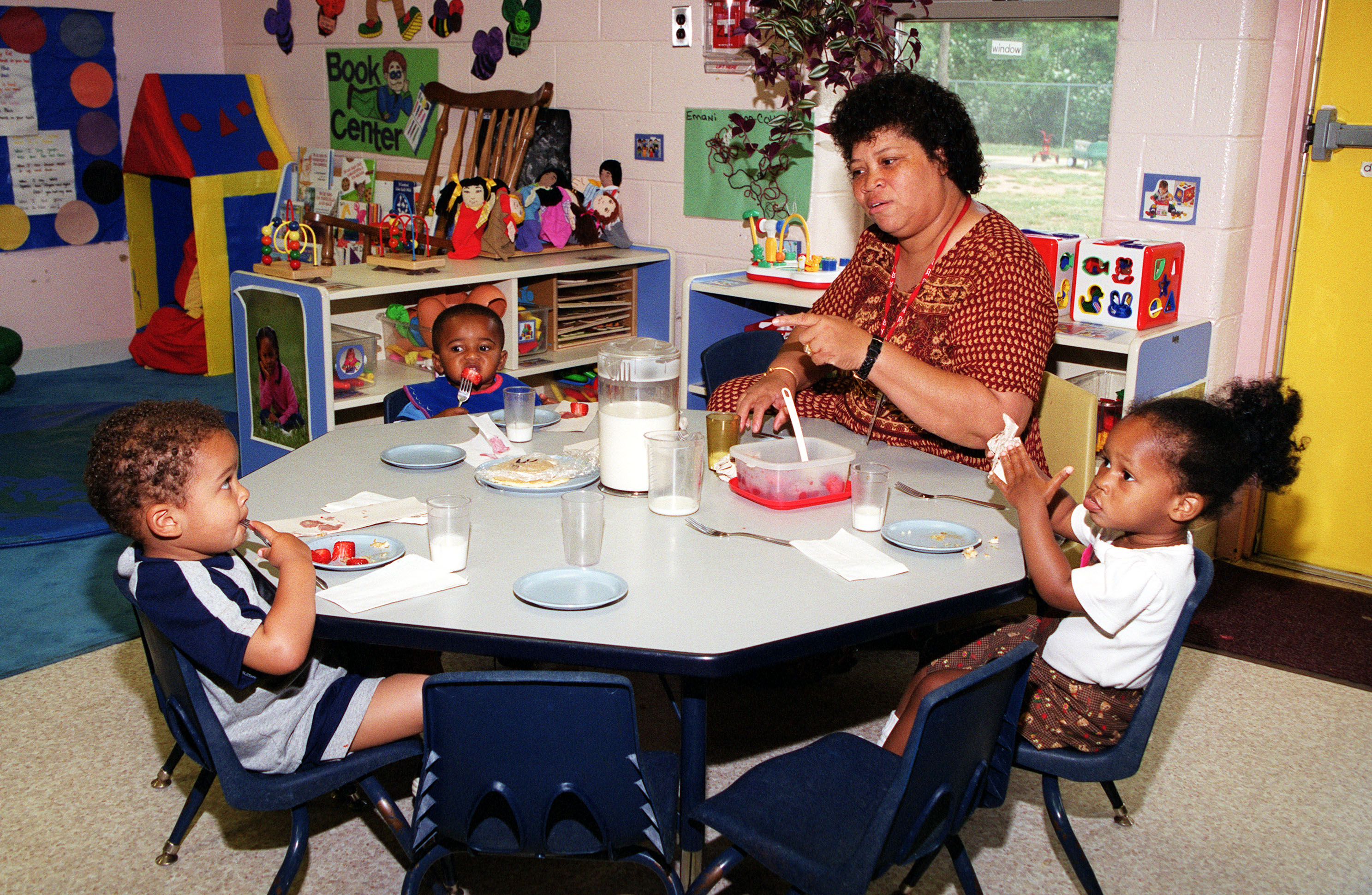
儿童照顾举措

在北欧国家举例说明使用的家庭友好的举措。例如，在冰岛，九个月的育儿假分为三分之二。母亲要三个月。父亲三个月不可转让，父母双方可以共享三个月。“报销款是工资的80％。从2001年到2003年10月，男子的平均工作天数从39天增加到83天，而13％的冰岛父亲使用的时间超过了不可转让的时间。” 双收入家庭正在成为一种规范，特别是在工业化国家，因此大公司实行某种形式的家庭友好型计划并不少见。
政府资助的家庭友好举措，例如儿童补贴和较便宜的儿童保育设施，也可以大大减少工作场所的性别差异，因为该妇女能够在外地工作更长的时间。此外，在制定与有酬工作有关的政策时，重要的是进行性别影响评估，以评估政策对有酬和无酬部门的影响。

### 工作场所计划
每当有人谈论有关新工作时间政策的新政策时，通常都会提出延长工作时间以换取更短的工作周的说法。例如，许多人赞成更长的工作时间，例如“三个十小时工作日或四个八个小时工作日”。但是，对于照顾孩子的人来说，这通常不是最佳的工作时间，因为孩子每天上学时间可能是六个小时，而不是八个或十个小时。护理人员会选择相反的方式-缩短工作时间和延长工作时间，例如每周工作六天，每天工作六小时，晚上工作和加班时间有限，以及灵活的时间表。为了减轻照顾儿童和家务以及在有薪部门工作的负担，工作场所应考虑考虑照顾者的首选工作时间的政策。此外，现在很多工人经常做家务和有偿工作。为了获得最有效的工人，公司应考虑改变政策以吸引该领域的最佳人才。

## 批评
拒绝将欧洲改善生活和工作条件基金会的统计数据视为“关于妇女不公平负担和性别不平等的倾向性辩论的主要来源”的论文指出，双重负担的想法是一个神话，并得出结论，“平均而言，将有薪工作和无薪家务相加后，整个欧洲的男女工作时间相同，大约一天八小时。”